# Liste der Kategorie-A-Bauwerke in Dumfries and Galloway

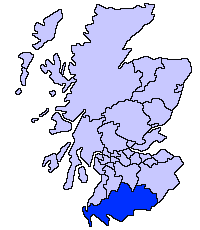
Lage von Dumfries and Galloway in Schottland

Die Liste der Kategorie-A-Gebäude in Dumfries and Galloway umfasst sämtliche in der Kategorie A eingetragenen Baudenkmäler in der schottischen Council Area Dumfries and Galloway. Die Einstufung wird anhand der Kriterien von Historic Scotland vorgenommen, wobei in die höchste Kategorie A Bauwerke von nationaler oder internationaler Bedeutung einsortiert sind. In Dumfries and Galloway sind derzeit 208 Bauwerke in der Kategorie A gelistet.
| Name                                  | Lage                                                       | Typ                        | Eintrag | Bild                                                                 |
| ------------------------------------- | ---------------------------------------------------------- | -------------------------- | ------- | -------------------------------------------------------------------- |
| Rusco Tower                           | nahe Gatehouse of Fleet 54° 55′ 6,1″ N, 4° 12′ 37,7″ W     | Tower House                | 3299    | Rusco Tower                                                          |
| Ardwall House                         | nahe Gatehouse of Fleet 54° 52′ 2″ N, 4° 12′ 43,5″ W       | Villa                      | 3302    |                                                                      |
| Friedhof der Anwoth Old Church        | nahe Gatehouse of Fleet 54° 52′ 49,7″ N, 4° 12′ 38,2″ W    | Friedhof                   | 3309    | Friedhof der Anwoth Old Church                                       |
| Barscobe Castle                       | nahe Balmaclellan 55° 6′ 7,3″ N, 4° 6′ 7,7″ W              | Wohngebäude                | 3310    | Barscobe Castle                                                      |
| Ironmacannie Mill                     | nahe Balmaclellan 55° 3′ 16,3″ N, 4° 5′ 16,5″ W            | Mühle                      | 3315    | Ironmacannie Mill                                                    |
| Ken Bridge                            | nahe New Galloway 55° 4′ 51,4″ N, 4° 7′ 51,9″ W            | Brücke                     | 3316    | Ken Bridge                                                           |
| Millhouse Bridge                      | Millhousebridge 55° 9′ 21,3″ N, 3° 24′ 23,5″ W             | Brücke                     | 3324    |                                                                      |
| Old Tollbar Cottage                   | nahe Johnstonebridge 55° 11′ 51″ N, 3° 24′ 31,2″ W         | Zollhaus                   | 3327    | Old Tollbar Cottage                                                  |
| Stallungen von Jardine Hall           | nahe Templand 55° 10′ 36,1″ N, 3° 24′ 49,4″ W              | Stallungen                 | 3340    |                                                                      |
| Gärten von Jardine Hall               | nahe Templand 55° 10′ 36,6″ N, 3° 24′ 56,4″ W              | Gärten                     | 3341    |                                                                      |
| Buittle Bridge                        | nahe Dalbeattie 54° 55′ 36″ N, 3° 50′ 20″ W                | Brücke                     | 3364    | Buittle Bridge                                                       |
| Rammerscales House                    | nahe Hightae 55° 5′ 5,1″ N, 3° 26′ 22,8″ W                 | Herrenhaus                 | 3378    | Rammerscales House                                                   |
| Corseyard Farm                        | nahe Borgue 54° 48′ 43,6″ N, 4° 11′ 38,3″ W                | Bauernhof                  | 3381    | Corseyard Farm                                                       |
| Borgue Old House                      | Borgue 54° 48′ 36,1″ N, 4° 7′ 40,2″ W                      | Wohngebäude                | 3393    | Borgue Old House                                                     |
| Hensol House                          | nahe Crossmichael 55° 0′ 19,2″ N, 4° 4′ 20,4″ W            | Villa                      | 3415    | Hensol House                                                         |
| Sonnenuhr von Hensol House            | nahe Crossmichael 55° 0′ 18,5″ N, 4° 4′ 18,8″ W            | Sonnenuhr                  | 3416    |                                                                      |
| Shillahill Bridge                     | nahe Lockerbie 55° 6′ 45,4″ N, 3° 24′ 9,9″ W               | Brücke                     | 3453    | Shillahill Bridge                                                    |
| Friedhof der Dalton Old Parish Church | Dalton 55° 3′ 8,6″ N, 3° 23′ 16,8″ W                       | Friedhof                   | 3455    | Friedhof der Dalton Old Parish Church                                |
| Denbie House                          | nahe Dalton 55° 2′ 35,2″ N, 3° 23′ 33,8″ W                 | Villa                      | 3469    |                                                                      |
| Taubenturm von Denbie House           | nahe Dalton 55° 2′ 38,6″ N, 3° 23′ 45,4″ W                 | Taubenturm                 | 3470    |                                                                      |
| Bonshaw Tower                         | Kirtlebridge 55° 2′ 14,4″ N, 3° 11′ 12″ W                  | Tower House                | 3489    | Bonshaw Tower                                                        |
| Brydekirk Bridge                      | Brydekirk 55° 1′ 21,7″ N, 3° 16′ 26,5″ W                   | Brücke                     | 3494    | Brydekirk Bridge                                                     |
| Gilnockie Bridge                      | nahe Canonbie 55° 5′ 39″ N, 2° 57′ 49,7″ W                 | Brücke                     | 3504    | Gilnockie Bridge                                                     |
| Byreburnfoot Bridge                   | nahe Canonbie 55° 5′ 32,6″ N, 2° 57′ 25″ W                 | Brücke                     | 3520    |                                                                      |
| Gilnockie Tower                       | nahe Canonbie 55° 5′ 51,9″ N, 2° 58′ 10,6″ W               | Tower House                | 3527    | Gilnockie Tower                                                      |
| Scheune der Priorslynn Farm           | Canonbie 55° 4′ 23,8″ N, 2° 57′ 4,2″ W                     | Scheune                    | 3531    |                                                                      |
| Riddings Junction Viaduct             | nahe Canonbie 55° 4′ 16,6″ N, 2° 55′ 27,6″ W               | Brücke                     | 3533    | Riddings Junction Viaduct                                            |
| Tarrasfoot Tile Works                 | nahe Langholm 55° 7′ 8,7″ N, 2° 58′ 22,6″ W                | Ziegelei                   | 3535    |                                                                      |
| Hoddom Castle                         | nahe Brydekirk 55° 2′ 39,6″ N, 3° 19′ 22,2″ W              | Burg                       | 3558    | Hoddom Castle                                                        |
| Kinmount House                        | nahe Cummertrees 55° 0′ 19,2″ N, 3° 20′ 44,5″ W            | Herrenhaus                 | 3582    | Kinmount House                                                       |
| Grennan Mill                          | nahe St John’s Town of Dalry 55° 5′ 55,5″ N, 4° 7′ 39,5″ W | Mühle                      | 3625    |                                                                      |
| Crossmichael Parish Church            | Crossmichael 54° 58′ 52,2″ N, 3° 59′ 11″ W                 | Kirche                     | 3698    | Crossmichael Parish Church                                           |
| Gordon Memorial                       | Crossmichael 54° 58′ 52,2″ N, 3° 59′ 10,1″ W               | Denkmal                    | 3699    |                                                                      |
| Glenlochar Bridge                     | Glenlochar 54° 57′ 32,7″ N, 3° 58′ 54″ W                   | Brücke                     | 3706    |                                                                      |
| Greenlaw House                        | nahe Castle Douglas 54° 57′ 31,6″ N, 3° 56′ 50,7″ W        | Villa                      | 3708    |                                                                      |
| Southwick Home Farm                   | nahe Southerness 54° 53′ 42,9″ N, 3° 39′ 33,6″ W           | Bauernhof                  | 3723    | Southwick Home Farm                                                  |
| Stapleton Tower                       | nahe Annan 55° 0′ 30,5″ N, 3° 11′ 53,1″ W                  | Tower House                | 3782    | Stapleton Tower                                                      |
| Dornock House                         | Dornock 54° 58′ 58,9″ N, 3° 12′ 7″ W                       | Bauernhof                  | 3792    |                                                                      |
| Crichton Royal Hospital               | Dumfries 55° 3′ 12,2″ N, 3° 35′ 47,1″ W                    | Krankenhaus                | 3839    | Crichton Royal Hospital                                              |
| Durisdeer Parish Church               | Durisdeer 55° 18′ 56″ N, 3° 44′ 39,5″ W                    | Kirche                     | 3856    | Durisdeer Parish Church                                              |
| Drumlanrig Castle                     | nahe Thornhill 55° 16′ 25,1″ N, 3° 48′ 32,1″ W             | Schloss                    | 3886    | Drumlanrig Castle                                                    |
| Wallacehall Academy                   | Closeburn 55° 12′ 49,3″ N, 3° 43′ 35,8″ W                  | Schule                     | 3953    |                                                                      |
| Auldgirth Bridge                      | Auldgirth 55° 9′ 34,2″ N, 3° 42′ 35,3″ W                   | Brücke                     | 3966    | Auldgirth Bridge                                                     |
| Dalgonar Bridge                       | nahe Dunscore 55° 8′ 16,4″ N, 3° 47′ 21,7″ W               | Brücke                     | 4227    |                                                                      |
| Dunscore Parish Church                | Dunscore 55° 8′ 25,3″ N, 3° 46′ 46,2″ W                    | Kirche                     | 4230    | Dunscore Parish Church                                               |
| Ellisland Farm                        | nahe Auldgirth 55° 8′ 14,6″ N, 3° 40′ 48,6″ W              | Bauernhof                  | 4232    | Ellisland Farm                                                       |
| Crichton Farm                         | Dumfries 55° 2′ 52,1″ N, 3° 35′ 33,4″ W                    | Bauernhof                  | 6693    | Crichton Farm                                                        |
| Crichton Memorial Church              | Dumfries 55° 3′ 3,5″ N, 3° 35′ 37,7″ W                     | Kirche                     | 6695    | Crichton Memorial Church                                             |
| Hills Tower                           | nahe Lochfoot 55° 2′ 11,5″ N, 3° 42′ 13,3″ W               | Tower House                | 9715    | Hills Tower                                                          |
| Duchess Bridge                        | Langholm 55° 9′ 26,1″ N, 3° 0′ 44,6″ W                     | Brücke                     | 9734    | Duchess Bridge                                                       |
| Scheune von Knocknalling House        | nahe St John’s Town of Dalry 55° 8′ 17″ N, 4° 12′ 11,9″ W  | Scheune                    | 9746    |                                                                      |
| Milnholm Farmhouse                    | nahe Langholm 55° 10′ 32,3″ N, 3° 0′ 50,6″ W               | Bauernhaus                 | 9763    | Milnholm Farmhouse                                                   |
| Skipper’s Bridge                      | nahe Langholm 55° 8′ 27,3″ N, 2° 59′ 19,5″ W               | Brücke                     | 9764    | Skipper’s Bridge                                                     |
| Mossknowe House                       | nahe Kirkpatrick-Fleming 55° 1′ 1,7″ N, 3° 7′ 33″ W        | Herrenhaus                 | 9799    |                                                                      |
| Springkell House                      | nahe Eaglesfield 55° 3′ 55,8″ N, 3° 10′ 4,8″ W             | Herrenhaus                 | 9805    |                                                                      |
| Stallungen von Wyseby House           | Kirtlebridge 55° 2′ 27,7″ N, 3° 11′ 21,5″ W                | Stallungen                 | 9808    |                                                                      |
| Grabstätte der Grahams of Mossknowe   | Kirkpatrick-Fleming 55° 1′ 12,3″ N, 3° 7′ 59,9″ W          | Grabstätte                 | 9813    | Grabstätte der Grahams of Mossknowe (flacher, ruinöser Anbau rechts) |
| Douglas Mausoleum                     | nahe Castle Douglas 54° 55′ 20,4″ N, 3° 56′ 17,7″ W        | Mausoleum                  | 9835    | Douglas Mausoleum                                                    |
| Gelston Castle                        | nahe Gelston 54° 54′ 17,1″ N, 3° 54′ 31,3″ W               | Herrenhaus                 | 9836    | Gelston Castle                                                       |
| Old Bridge of Dee                     | Bridge of Dee 54° 55′ 5,7″ N, 3° 58′ 34,5″ W               | Brücke                     | 9838    | Old Bridge of Dee                                                    |
| Craigielands House                    | Beattock 55° 17′ 58,4″ N, 3° 27′ 22,9″ W                   | Villa                      | 9842    |                                                                      |
| Cally Palace Hotel                    | nahe Gatehouse of Fleet 54° 52′ 10,5″ N, 4° 10′ 59,9″ W    | Hotel                      | 9854    | Cally Palace Hotel                                                   |
| Friedhof der Girthon Old Kirk         | Girthon 54° 51′ 20,6″ N, 4° 10′ 25,5″ W                    | Friedhof                   | 9859    | Friedhof der Girthon Old Kirk                                        |
| Raehills House                        | nahe Johnstonebridge 55° 14′ 3,5″ N, 3° 28′ 25,5″ W        | Herrenhaus                 | 9898    | Raehills House                                                       |
| The Old Brig Inn                      | Beattock 55° 18′ 39,3″ N, 3° 27′ 17,5″ W                   | Hotel                      | 9908    | The Old Brig Inn                                                     |
| Hutton and Corrie Parish Church       | Boreland 55° 12′ 17,3″ N, 3° 18′ 18″ W                     | Kirche                     | 9911    | Hutton and Corrie Parish Church                                      |
| Corsewall Lighthouse                  | Corsewall Point 55° 0′ 25,5″ N, 5° 9′ 33,9″ W              | Leuchtturm                 | 9923    | Corsewall Lighthouse                                                 |
| Kinnel Bridge                         | nahe Templand 55° 9′ 3,7″ N, 3° 25′ 49,4″ W                | Brücke                     | 9950    | Kinnel Bridge                                                        |
| Spedlins Tower                        | nahe Templand 55° 10′ 26,3″ N, 3° 25′ 5,6″ W               | Tower House                | 9965    | Spedlins Tower                                                       |
| Elshieshields Tower                   | nahe Templand 55° 9′ 3″ N, 3° 27′ 45,4″ W                  | Tower House                | 9970    |                                                                      |
| Stallungen von Halleaths              | nahe Lochmaben 55° 7′ 37,3″ N, 3° 25′ 1,4″ W               | Stallungen                 | 9971    |                                                                      |
| Hoddom Bridge                         | nahe Brydekirk 55° 2′ 30,6″ N, 3° 18′ 37,7″ W              | Brücke                     | 10026   | Hoddom Bridge                                                        |
| Windmühle von Shortrigg               | nahe Ecclefechan 55° 3′ 24,1″ N, 3° 18′ 51,5″ W            | Windmühle                  | 10041   |                                                                      |
| Geburtshaus von Thomas Carlyle        | Ecclefechan 55° 3′ 32,9″ N, 3° 15′ 51,3″ W                 | Wohngebäude                | 10065   | Geburtshaus von Thomas Carlyle                                       |
| Kirkcowan Parish Church               | Kirkcowan 54° 54′ 55″ N, 4° 36′ 39,1″ W                    | Kirche                     | 10066   | Kirkcowan Parish Church                                              |
| Craichlaw House                       | nahe Kirkcowan 54° 54′ 56,6″ N, 4° 38′ 38,6″ W             | Herrenhaus                 | 10076   | Craichlaw House                                                      |
| Barholm Castle                        | nahe Carsluith 54° 50′ 58,2″ N, 4° 18′ 19,7″ W             | Tower House                | 10093   | Barholm Castle                                                       |
| Torzufahrt zu Baldoon Castle          | nahe Bladnoch 54° 51′ 9,3″ N, 4° 27′ 13,1″ W               | Tor                        | 10109   | Torzufahrt zu Baldoon Castle                                         |
| Old Place of Monreith                 | nahe Port William 54° 45′ 21,2″ N, 4° 31′ 1,5″ W           | Tower House                | 10123   | Old Place of Monreith                                                |
| Ravenstone Castle                     | nahe Sorbie 54° 46′ 2,3″ N, 4° 28′ 26,8″ W                 | Tower House                | 10133   | Ravenstone Castle                                                    |
| Glasserton Parish Church              | nahe Whithorn 54° 42′ 46,5″ N, 4° 27′ 8,3″ W               | Kirche                     | 10137   | Glasserton Parish Church                                             |
| Craigcaffie Tower                     | nahe Stranraer 54° 56′ 6,5″ N, 4° 59′ 6,4″ W               | Tower House                | 10164   | Craigcaffie Tower                                                    |
| Lochryan House                        | Cairnryan 54° 58′ 33,2″ N, 5° 1′ 35,5″ W                   | Herrenhaus                 | 10168   | Lochryan House                                                       |
| Lochinch Castle                       | nahe Castle Kennedy 54° 54′ 52,9″ N, 4° 57′ 22″ W          | Herrenhaus                 | 10179   | Lochinch Castle                                                      |
| Old Bridge of Urr Mill                | Old Bridge of Urr 54° 59′ 19,8″ N, 3° 54′ 49,5″ W          | Mühle                      | 10191   | Old Bridge of Urr Mill                                               |
| Fourmerkland Tower                    | nahe Dumfries 55° 6′ 32,9″ N, 3° 42′ 44,7″ W               | Tower House                | 10204   | Fourmerkland Tower                                                   |
| West Galloberry Farm                  | nahe Kirkton 55° 7′ 37,7″ N, 3° 37′ 34,1″ W                | Bauernhof                  | 10218   |                                                                      |
| Stallungen von Blackwood House        | nahe Auldgirth 55° 9′ 54,9″ N, 3° 43′ 3,3″ W               | Stallungen                 | 10244   |                                                                      |
| Capenoch House                        | nahe Penpont 55° 13′ 30,4″ N, 3° 49′ 11,2″ W               | Herrenhaus                 | 10247   |                                                                      |
| Kilneiss House                        | Moniaive 55° 11′ 53,4″ N, 3° 55′ 41,8″ W                   | Villa                      | 10298   |                                                                      |
| Carnsalloch House                     | nahe Kirkton 55° 6′ 22,8″ N, 3° 36′ 52,5″ W                | Herrenhaus                 | 10300   | Carnsalloch House                                                    |
| Carnsalloch Chapel at the Mount       | nahe Kirkton 55° 6′ 44,4″ N, 3° 36′ 31,9″ W                | Kirche                     | 10301   |                                                                      |
| Stallungen von Carnsalloch House      | nahe Kirkton 55° 6′ 26,1″ N, 3° 36′ 39,9″ W                | Stallungen                 | 10303   |                                                                      |
| Glenluiart House                      | nahe Moniaive 55° 11′ 47,5″ N, 3° 56′ 34,7″ W              | Villa                      | 10307   | Glenluiart House                                                     |
| Glencairn Parish Church               | nahe Moniaive 55° 11′ 38,8″ N, 3° 52′ 20,7″ W              | Kirche                     | 10312   | Glencairn Parish Church                                              |
| Craigdarroch House                    | nahe Moniaive 55° 11′ 46,4″ N, 3° 58′ 43,3″ W              | Herrenhaus                 | 10340   | Craigdarroch House                                                   |
| Ross Mains                            | nahe Templand 55° 11′ 0,3″ N, 3° 28′ 1,7″ W                | Bauernhaus                 | 10353   |                                                                      |
| John Paul Jones’ Cottage              | nahe Southerness 54° 53′ 55,6″ N, 3° 34′ 48,7″ W           | Wohngebäude                | 10397   | John Paul Jones’ Cottage                                             |
| Arbigland House                       | nahe Southerness 54° 54′ 4,8″ N, 3° 34′ 37″ W              | Herrenhaus                 | 10398   | Arbigland House                                                      |
| Southerness Lighthouse                | Southerness 54° 52′ 22,2″ N, 3° 35′ 42″ W                  | Leuchtturm                 | 10415   | Southerness Lighthouse                                               |
| Shennanton House                      | nahe Kirkcowan 54° 56′ 44,6″ N, 4° 35′ 34,6″ W             | Villa                      | 13106   |                                                                      |
| Kirkdale Bridge                       | nahe Carsluith 54° 51′ 2,4″ N, 4° 18′ 39,4″ W              | Brücke                     | 13137   |                                                                      |
| Kirkdale House                        | nahe Carsluith 54° 51′ 8,2″ N, 4° 18′ 53,5″ W              | Villa                      | 13138   | Kirkdale House                                                       |
| Kirkdale Kirk                         | nahe Carsluith 54° 51′ 32,7″ N, 4° 19′ 10,1″ W             | Kirchenruine               | 13139   | Kirkdale Kirk                                                        |
| Stallungen von Kirkdale House         | nahe Carsluith 54° 51′ 17,9″ N, 4° 19′ 4,6″ W              | Stallungen                 | 13140   |                                                                      |
| Lochnaw Castle                        | nahe Leswalt 54° 55′ 10,8″ N, 5° 8′ 8,7″ W                 | Herrenhaus                 | 13498   | Lochnaw Castle                                                       |
| Gärten von Lochnaw Castle             | nahe Leswalt 54° 55′ 17,8″ N, 5° 8′ 26,8″ W                | Gärten                     | 13505   |                                                                      |
| Logan House                           | nahe Port Logan 54° 44′ 39,4″ N, 4° 57′ 31,7″ W            | Herrenhaus                 | 13564   | Logan House                                                          |
| Logan Windmill                        | nahe Ardwell 54° 45′ 12,9″ N, 4° 55′ 49,1″ W               | Windmühle                  | 13570   | Logan Windmill                                                       |
| Mull of Galloway Lighthouse           | Mull of Galloway 54° 38′ 5,9″ N, 4° 51′ 26,6″ W            | Leuchtturm                 | 13578   | Mull of Galloway Lighthouse                                          |
| Old Parish Church of Kirkmaiden       | nahe Drummore 54° 41′ 32,4″ N, 4° 54′ 40,8″ W              | Kirche                     | 13581   | Old Parish Church of Kirkmaiden                                      |
| Kirkmadrine Church                    | nahe Sandhead 54° 47′ 36,8″ N, 4° 59′ 15,9″ W              | Kirche                     | 16739   | Kirkmadrine Church                                                   |
| Isle Castle                           | Isle of Whithorn 54° 42′ 4,8″ N, 4° 21′ 56,7″ W            | Tower House                | 16751   | Isle Castle                                                          |
| Castle of Park                        | nahe Glenluce 54° 52′ 33,5″ N, 4° 49′ 31,9″ W              | Tower House                | 16761   | Castle of Park                                                       |
| Haugh Bridge                          | Haugh of Urr 54° 58′ 26,5″ N, 3° 52′ 4,2″ W                | Brücke                     | 16807   | Haugh Bridge                                                         |
| Scheune der Archbank Farm             | nahe Moffat 55° 20′ 49,5″ N, 3° 26′ 7,3″ W                 | Scheune                    | 16847   |                                                                      |
| Granton House                         | nahe Moffat 55° 22′ 28,1″ N, 3° 27′ 43,2″ W                | Villa                      | 16858   |                                                                      |
| Heatheryhaugh                         | Moffat 55° 20′ 30,8″ N, 3° 25′ 56,8″ W                     | Villa                      | 16861   |                                                                      |
| Cruggleton Church                     | nahe Garlieston 54° 45′ 25,6″ N, 4° 22′ 0,1″ W             | Kirche                     | 16875   | Cruggleton Church                                                    |
| Galloway House                        | nahe Garlieston 54° 46′ 45,4″ N, 4° 22′ 1,9″ W             | Herrenhaus                 | 16876   | Galloway House                                                       |
| Castlemilk                            | nahe Kettleholm 55° 5′ 3,6″ N, 3° 20′ 2,7″ W               | Herrenhaus                 | 16888   |                                                                      |
| Brücke von Castlemilk                 | nahe Kettleholm 55° 4′ 57,1″ N, 3° 19′ 56,4″ W             | Brücke                     | 16890   |                                                                      |
| Johnstone Mausoleum                   | Bentpath 55° 12′ 9,4″ N, 3° 4′ 52,3″ W                     | Mausoleum                  | 16921   | Johnstone Mausoleum                                                  |
| Bentpath Bridge                       | Bentpath 55° 12′ 6,1″ N, 3° 4′ 59,3″ W                     | Brücke                     | 16939   | Bentpath Bridge                                                      |
| Barwhinnock House                     | nahe Twynholm 54° 52′ 17,6″ N, 4° 5′ 40,6″ W               | Villa                      | 16989   |                                                                      |
| Cumstoun House                        | nahe Kirkcudbright 54° 51′ 26″ N, 4° 3′ 10,2″ W            | Herrenhaus                 | 16993   | Cumstoun House                                                       |
| Cumloden House                        | nahe Minnigaff 54° 58′ 43,2″ N, 4° 28′ 27,5″ W             | Villa                      | 17052   | Cumloden House                                                       |
| Dundrennan Abbey                      | Dundrennan 54° 48′ 24,5″ N, 3° 56′ 50″ W                   | Klosterruine               | 17072   | Dundrennan Abbey                                                     |
| Tor von Corsock House                 | nahe Corsock 55° 3′ 39,8″ N, 3° 56′ 24,8″ W                | Tor                        | 17094   | Tor von Corsock House                                                |
| Argrennan House                       | nahe Tongland 54° 54′ 3″ N, 4° 0′ 22″ W                    | Herrenhaus                 | 17114   | Argrennan House                                                      |
| Old Tongland Bridge                   | Tongland 54° 51′ 38,5″ N, 4° 1′ 53,7″ W                    | Brücke                     | 17123   |                                                                      |
| Tongland Bridge                       | Tongland 54° 51′ 28,1″ N, 4° 2′ 20,8″ W                    | Brücke                     | 17125   | Tongland Bridge                                                      |
| Wasserkraftwerk Tongland              | Tongland 54° 51′ 35″ N, 4° 2′ 3,6″ W                       | Kraftwerk                  | 17126   | Wasserkraftwerk Tongland                                             |
| Torthorwald Cruck Cottage             | Torthorwald 55° 5′ 28,6″ N, 3° 31′ 1,4″ W                  | Wohngebäude                | 17157   | Torthorwald Cruck Cottage                                            |
| Miners’ Library                       | Wanlockhead 55° 23′ 52,4″ N, 3° 46′ 46,9″ W                | Bücherei                   | 17192   | Miners’ Library                                                      |
| Goldielea Viaduct                     | nahe Cargenbridge 55° 2′ 43,3″ N, 3° 40′ 32,6″ W           | Brücke                     | 17201   | Goldielea Viaduct                                                    |
| Kirkconnel House                      | nahe New Abbey 54° 59′ 47″ N, 3° 35′ 46″ W                 | Herrenhaus                 | 17204   | Kirkconnel House                                                     |
| Stallungen von Terregles House        | Terregles 55° 4′ 54,3″ N, 3° 40′ 31,2″ W                   | Stallungen                 | 17208   |                                                                      |
| Tynron Parish Church                  | Tynron 55° 13′ 0,5″ N, 3° 52′ 42,1″ W                      | Kirche                     | 17222   | Tynron Parish Church                                                 |
| Amisfield Tower                       | nahe Amisfield 55° 8′ 17,8″ N, 3° 34′ 57,5″ W              | Tower House                | 17233   | Amisfield Tower                                                      |
| Tinwald House                         | nahe Tinwald 55° 6′ 26,2″ N, 3° 32′ 30,2″ W                | Herrenhaus                 | 17238   | Tinwald House                                                        |
| Cottages von Tinwald House            | nahe Tinwald 55° 6′ 24,3″ N, 3° 32′ 29,4″ W                | Wohngebäude                | 17239   |                                                                      |
| Gutshof von Tinwald House             | nahe Tinwald 55° 6′ 27,3″ N, 3° 32′ 33,5″ W                | Stallungen                 | 17240   |                                                                      |
| Comlongon Castle                      | nahe Clarencefield 55° 0′ 23,4″ N, 3° 26′ 26,8″ W          | Tower House                | 17245   | Comlongon Castle                                                     |
| Ruthwell Museum                       | Ruthwell 54° 59′ 34,6″ N, 3° 24′ 19,2″ W                   | Museum                     | 17249   | Ruthwell Museum                                                      |
| Nith Bridge                           | nahe Thornhill 55° 14′ 26,1″ N, 3° 46′ 38,7″ W             | Brücke                     | 17286   | Nith Bridge                                                          |
| Gärtnerhaus von Drumlanrig Castle     | nahe Thornhill 55° 15′ 53,1″ N, 3° 47′ 57,4″ W             | Wohngebäude                | 17297   |                                                                      |
| Sweetheart Abbey                      | New Abbey 54° 58′ 48,9″ N, 3° 37′ 7,8″ W                   | Klosterruine               | 17304   | Sweetheart Abbey                                                     |
| New Abbey Mill                        | New Abbey 54° 58′ 48″ N, 3° 37′ 23,2″ W                    | Mühle                      | 17323   | New Abbey Mill                                                       |
| Thornhill Cross                       | Thornhill 55° 14′ 26,6″ N, 3° 45′ 53,7″ W                  | Marktkreuz                 | 17337   | Thornhill Cross                                                      |
| The Old House                         | New Abbey 54° 58′ 47,1″ N, 3° 37′ 25,1″ W                  | Wohngebäude                | 17346   |                                                                      |
| Henry Duncan Monument                 | Mouswald 55° 1′ 47,3″ N, 3° 27′ 12,6″ W                    | Denkmal                    | 17388   |                                                                      |
| All Saints Episcopal Church           | nahe Newton Stewart 54° 58′ 32,7″ N, 4° 31′ 28,4″ W        | Kirche                     | 19190   | All Saints Episcopal Church                                          |
| Tonderghie House                      | nahe Isle of Whithorn 54° 41′ 31,1″ N, 4° 25′ 0,4″ W       | Villa                      | 19248   | Tonderghie House                                                     |
| Gutshof von Tonderghie House          | nahe Isle of Whithorn 54° 41′ 21,4″ N, 4° 25′ 6,4″ W       | Bauernhof                  | 19249   |                                                                      |
| Heron Monument                        | Minnigaff 54° 58′ 6,1″ N, 4° 29′ 7,8″ W                    | Grabstätte                 | 19313   |                                                                      |
| Monreith House                        | nahe Port William 54° 45′ 13,3″ N, 4° 33′ 22,9″ W          | Herrenhaus                 | 19561   | Monreith House                                                       |
| Old Place of Mochrum                  | nahe Kirkcowan 54° 51′ 10,5″ N, 4° 38′ 13,8″ W             | Tower House                | 19570   | Old Place of Mochrum                                                 |
| Annan Bridge                          | Annan 54° 59′ 14,2″ N, 3° 15′ 56,9″ W                      | Brücke                     | 21061   | Annan Bridge                                                         |
| 27–29 Bank Street                     | Annan 54° 59′ 10,2″ N, 3° 15′ 43,6″ W                      | Wohn- und Geschäftsgebäude | 21066   |                                                                      |
| 5–9 High Street                       | Annan 54° 59′ 12,6″ N, 3° 15′ 53,6″ W                      | Wohngebäude                | 21086   | 5–9 High Street                                                      |
| Annan Old Parish Church               | Annan 54° 59′ 15,1″ N, 3° 15′ 29,8″ W                      | Kirche                     | 21106   | Annan Old Parish Church                                              |
| Viehmarkthalle von Castle Douglas     | Castle Douglas 54° 56′ 32,8″ N, 3° 55′ 28,6″ W             | Markthalle                 | 22976   | Viehmarkthalle von Castle Douglas                                    |
| 5–11 Bank Street                      | Dumfries 55° 4′ 4,2″ N, 3° 36′ 44,7″ W                     | Wohn- und Geschäftsgebäude | 26083   |                                                                      |
| Alte Methodistische Kirche            | Dumfries 55° 4′ 13,2″ N, 3° 36′ 48,5″ W                    | Kirche                     | 26102   | Alte Methodistische Kirche von Dumfries                              |
| Robert Burns’ House                   | Dumfries 55° 3′ 57,9″ N, 3° 36′ 29,1″ W                    | Wohngebäude                | 26115   | Robert Burns’ House                                                  |
| 25–37 Castle Street                   | Dumfries 55° 4′ 14″ N, 3° 36′ 49,5″ W                      | Wohngebäude                | 26118   |                                                                      |
| 41–47 Castle Street                   | Dumfries 55° 4′ 16,6″ N, 3° 36′ 53″ W                      | Wohngebäude                | 26120   |                                                                      |
| 14–24 Castle Street                   | Dumfries 55° 4′ 14,2″ N, 3° 36′ 47,5″ W                    | Wohngebäude                | 26122   | 14–24 Castle Street (rechts)                                         |
| 26–30 Castle Street                   | Dumfries 55° 4′ 17″ N, 3° 36′ 51,4″ W                      | Wohngebäude                | 26123   |                                                                      |
| Greyfriars Church                     | Dumfries 55° 4′ 13,5″ N, 3° 36′ 45,4″ W                    | Kirche                     | 26126   | Greyfriars Church                                                    |
| Dumfries Museum                       | Dumfries 55° 3′ 55,1″ N, 3° 36′ 52,8″ W                    | Museum                     | 26135   | Dumfries Museum                                                      |
| Queensberry Column                    | Dumfries 55° 4′ 8,9″ N, 3° 36′ 39″ W                       | Denkmal                    | 26173   | Queensberry Column                                                   |
| Midsteeple                            | Dumfries 55° 4′ 7,7″ N, 3° 36′ 38,8″ W                     | Rathaus                    | 26215   | Midsteeple                                                           |
| The Globe Inn                         | Dumfries 55° 4′ 3,2″ N, 3° 36′ 34,6″ W                     | Gasthaus                   | 26230   | The Globe Inn                                                        |
| Trades Hall                           | Dumfries 55° 4′ 8,4″ N, 3° 36′ 38,1″ W                     | Versammlungsgebäude        | 26234   | Trades Hall                                                          |
| 29 Irish Street                       | Dumfries 55° 3′ 58,8″ N, 3° 36′ 38,8″ W                    | Villa                      | 26240   | 29 Irish Street                                                      |
| 24 Nith Place                         | Dumfries 55° 3′ 59,5″ N, 3° 36′ 33,5″ W                    | Villa                      | 26305   |                                                                      |
| St Michael’s Church                   | Dumfries 55° 3′ 54,4″ N, 3° 36′ 22,6″ W                    | Kirche                     | 26335   | St Michael’s Church                                                  |
| Friedhof der St Michael’s Church      | Dumfries 55° 3′ 54,4″ N, 3° 36′ 20,5″ W                    | Friedhof                   | 26336   |                                                                      |
| Burns’ Mausoleum                      | Dumfries 55° 3′ 54,3″ N, 3° 36′ 17,7″ W                    | Mausoleum                  | 26337   | Burns’ Mausoleum                                                     |
| Devorgilla Bridge                     | Dumfries 55° 4′ 5,4″ N, 3° 36′ 58,4″ W                     | Brücke                     | 26354   | Devorgilla Bridge                                                    |
| Blair House                           | Kirkcudbright 54° 50′ 13,3″ N, 4° 3′ 15,2″ W               | Villa                      | 36529   |                                                                      |
| Broughton House                       | Kirkcudbright 54° 50′ 12,6″ N, 4° 3′ 15,7″ W               | Villa                      | 36530   | Broughton House                                                      |
| Tolbooth von Kirkcudbright            | Kirkcudbright 54° 50′ 7,6″ N, 4° 3′ 20,5″ W                | Rathaus                    | 36542   | Tolbooth von Kirkcudbright                                           |
| 66–70 High Street                     | Kirkcudbright 54° 50′ 7,3″ N, 4° 3′ 19,4″ W                | Wohngebäude                | 36545   | 66–70 High Street (rechter Bildrand)                                 |
| 74 High Street                        | Kirkcudbright 54° 50′ 7″ N, 4° 3′ 18,4″ W                  | Wohngebäude                | 36546   |                                                                      |
| Langholm Parish Church                | Langholm 55° 9′ 1,1″ N, 3° 0′ 12,1″ W                      | Kirche                     | 37137   | Langholm Parish Church                                               |
| Lochmaben Parish Church               | Lochmaben 55° 7′ 34,9″ N, 3° 26′ 19,1″ W                   | Kirche                     | 37539   | Lochmaben Parish Church                                              |
| Tolbooth von Lochmaben                | Lochmaben 55° 7′ 44,5″ N, 3° 26′ 29,2″ W                   | Rathaus                    | 37541   | Tolbooth von Lochmaben                                               |
| Rathaus von Lockerbie                 | Lockerbie 55° 7′ 17,9″ N, 3° 21′ 17″ W                     | Rathaus                    | 37579   | Rathaus von Lockerbie                                                |
| St Andrew’s Parish Church             | Moffat 55° 19′ 53,9″ N, 3° 26′ 40,7″ W                     | Kirche                     | 37881   | St Andrew’s Parish Church                                            |
| Moffat House Hotel                    | Moffat 55° 20′ 1,9″ N, 3° 26′ 45,5″ W                      | Hotel                      | 37928   | Moffat House Hotel                                                   |
| Sidmount Cottage                      | Moffat 55° 20′ 8″ N, 3° 26′ 11,6″ W                        | Villa                      | 37935   |                                                                      |
| Penninghame Parish Church             | Newton Stewart 54° 57′ 28,5″ N, 4° 29′ 6,7″ W              | Kirche                     | 38663   | Penninghame Parish Church                                            |
| Cree Bridge                           | Newton Stewart 54° 57′ 36,6″ N, 4° 28′ 56,4″ W             | Brücke                     | 38667   | Cree Bridge                                                          |
| Douglas House                         | Newton Stewart 54° 58′ 0,4″ N, 4° 29′ 14,4″ W              | Villa                      | 38672   |                                                                      |
| Tolbooth von Sanquhar                 | Sanquhar 55° 22′ 4,7″ N, 3° 55′ 30,2″ W                    | Rathaus                    | 40540   | Tolbooth von Sanquhar                                                |
| Stranraer Museum                      | Stranraer 54° 54′ 16″ N, 5° 1′ 41,8″ W                     | Museum                     | 41745   | Stranraer Museum                                                     |
| Stranraer Castle                      | Stranraer 54° 54′ 15,8″ N, 5° 1′ 33,6″ W                   | Tower House                | 41765   | Stranraer Castle                                                     |
| Torweg zu Whithorn Priory             | Whithorn 54° 43′ 59,3″ N, 4° 24′ 56,9″ W                   | Wohngebäude                | 42195   | Torweg zu Whithorn Priory                                            |
| 55–57 George Street                   | Whithorn 54° 43′ 58,8″ N, 4° 24′ 57,2″ W                   | Wohngebäude                | 42196   |                                                                      |
| 18–20 King Street                     | Stranraer 54° 54′ 17,9″ N, 5° 1′ 49,3″ W                   | Wohn- und Geschäftsgebäude | 45230   |                                                                      |